# Leiophron
Leiophron är ett släkte av steklar som beskrevs av Christian Gottfried Daniel Nees von Esenbeck 1818. Leiophron ingår i familjen bracksteklar.

## Bildgalleri

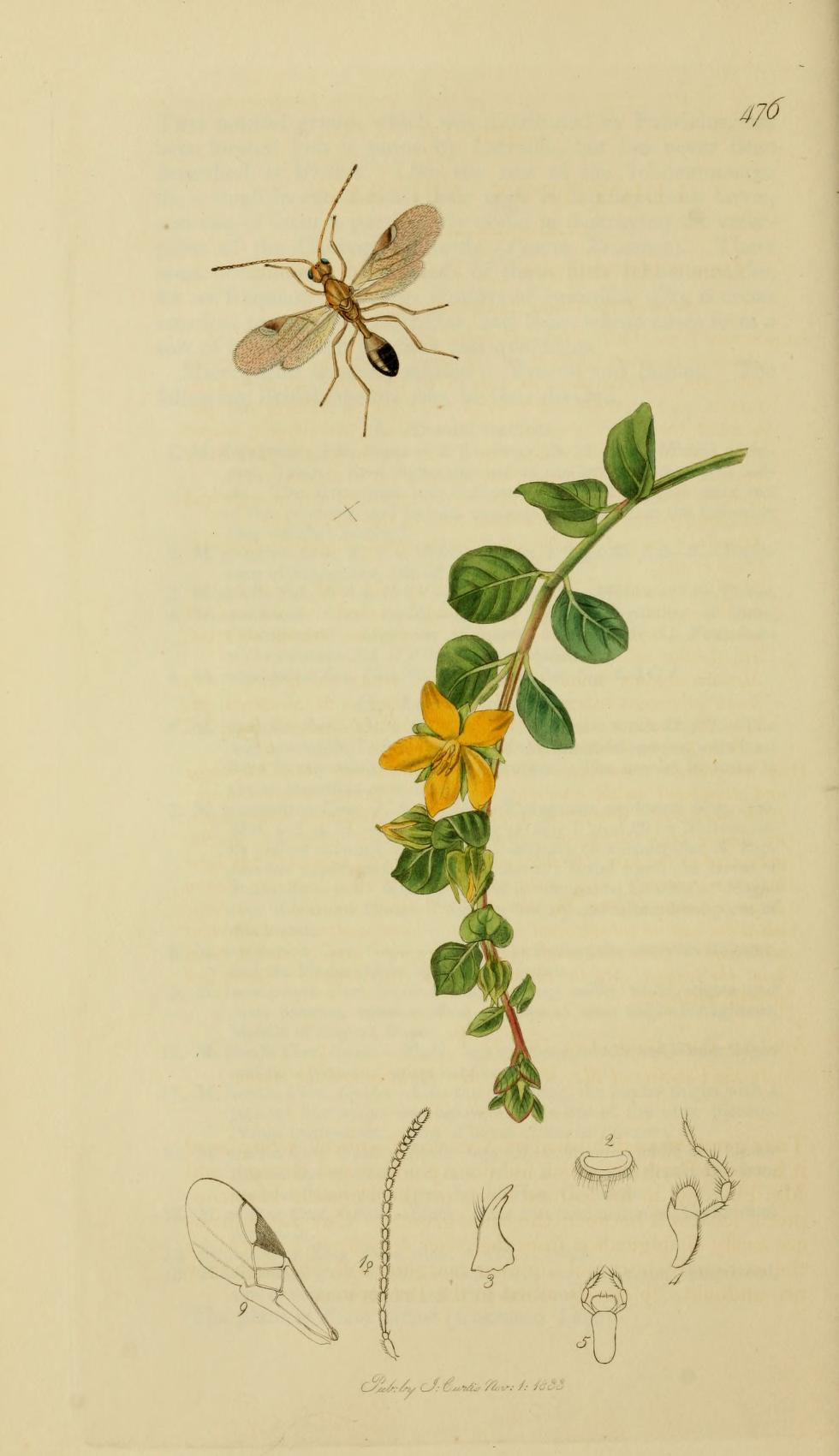

## Dottertaxa tillLeiophron, i alfabetisk ordning[1][2]
- Leiophron accincta
- Leiophron adamantina
- Leiophron adelphocoridis
- Leiophron aethiopica
- Leiophron afra
- Leiophron alberti
- Leiophron alkonost
- Leiophron alni
- Leiophron amplicaptis
- Leiophron anates
- Leiophron anaulax
- Leiophron angifemoralis
- Leiophron antennalis
- Leiophron antennator
- Leiophron apicalis
- Leiophron argentinensis
- Leiophron ariomedes
- Leiophron arsenjevi
- Leiophron australis
- Leiophron bicolor
- Leiophron birdi
- Leiophron borealis
- Leiophron braunae
- Leiophron brevicornis
- Leiophron brevipetiolata
- Leiophron brimleyi
- Leiophron broadbenti
- Leiophron buonluoica
- Leiophron cacuminata
- Leiophron carcamoi
- Leiophron carcina
- Leiophron cephalica
- Leiophron chengi
- Leiophron chlamydatidis
- Leiophron choaspes
- Leiophron chrysostigma
- Leiophron clematidis
- Leiophron closterotomae
- Leiophron clypealis
- Leiophron cognata
- Leiophron compressa
- Leiophron convexa
- Leiophron criddlei
- Leiophron cubocephalus
- Leiophron daicles
- Leiophron dayi
- Leiophron deficiens
- Leiophron dicyphovora
- Leiophron digoneutis
- Leiophron dispar
- Leiophron dumestris
- Leiophron duplobrevicornis
- Leiophron duploclaviventris
- Leiophron evida
- Leiophron expansa
- Leiophron facialis
- Leiophron fascipennis
- Leiophron ferruginea
- Leiophron flaviceps
- Leiophron flavicorpus
- Leiophron foutsi
- Leiophron frater
- Leiophron fulvipes
- Leiophron fumipennis
- Leiophron furva
- Leiophron fuscipennis
- Leiophron fuscotibialis
- Leiophron gamayun
- Leiophron gillespiei
- Leiophron gloriae
- Leiophron golovnini
- Leiophron goral
- Leiophron gozmanyi
- Leiophron grandiceps
- Leiophron grenadierensis
- Leiophron grohi
- Leiophron guttatipidis
- Leiophron gyrinus
- Leiophron hankaica
- Leiophron helopeltidis
- Leiophron henryi
- Leiophron heterocordyli
- Leiophron howardi
- Leiophron hyalopsocidis
- Leiophron incerta
- Leiophron indurescens
- Leiophron janus
- Leiophron juniperina
- Leiophron juniperoides
- Leiophron kaladarensis
- Leiophron kaszabi
- Leiophron kazak
- Leiophron kokujevi
- Leiophron kruegeri
- Leiophron kurentzovi
- Leiophron kurilensis
- Leiophron lamia
- Leiophron laricinae
- Leiophron levifrons
- Leiophron levigata
- Leiophron lonicerae
- Leiophron lygivora
- Leiophron maacki
- Leiophron maculipennis
- Leiophron madagascariensis
- Leiophron maderae
- Leiophron malata
- Leiophron marica
- Leiophron mellipes
- Leiophron meriones
- Leiophron metacarpalis
- Leiophron mitis
- Leiophron montana
- Leiophron muesebecki
- Leiophron mutila
- Leiophron mytilus
- Leiophron natala
- Leiophron nigricarpa
- Leiophron nigroapicalis
- Leiophron nitida
- Leiophron nitidoides
- Leiophron nixoni
- Leiophron normalis
- Leiophron oblita
- Leiophron obscuripes
- Leiophron occipitalis
- Leiophron orchesiae
- Leiophron orthotyli
- Leiophron otaniae
- Leiophron pacifica
- Leiophron pallidifacia
- Leiophron pallidipennis
- Leiophron pallidistigma
- Leiophron pallipes
- Leiophron pardus
- Leiophron petiolata
- Leiophron picipes
- Leiophron pini
- Leiophron plagiognathi
- Leiophron posjeti
- Leiophron praetor
- Leiophron procera
- Leiophron prodigiosa
- Leiophron prosper
- Leiophron provancheri
- Leiophron przhevalskii
- Leiophron pseudomitis
- Leiophron pseudopallipes
- Leiophron psocivora
- Leiophron pygmaea
- Leiophron raddei
- Leiophron reclinator
- Leiophron reducta
- Leiophron reidi
- Leiophron relicta
- Leiophron rhesa
- Leiophron ruber
- Leiophron rubricollis
- Leiophron ruficephala
- Leiophron rufipennis
- Leiophron rufithorax
- Leiophron rugitergum
- Leiophron rugosa
- Leiophron sahlbergellae
- Leiophron sakhalinensis
- Leiophron salixidis
- Leiophron schusteri
- Leiophron scitula
- Leiophron sculptilis
- Leiophron shikotanica
- Leiophron similis
- Leiophron simoni
- Leiophron solidaginis
- Leiophron sommermanae
- Leiophron spreta
- Leiophron stenodemae
- Leiophron subapicalis
- Leiophron subfacialis
- Leiophron subtilis
- Leiophron suifunensis
- Leiophron sutura
- Leiophron tacamahacae
- Leiophron testaceipes
- Leiophron tolerabilis
- Leiophron topali
- Leiophron tristis
- Leiophron trjapitzini
- Leiophron tropicalis
- Leiophron truncator
- Leiophron tuberculata
- Leiophron uniformis
- Leiophron wallisi
- Leiophron varisae
- Leiophron vitidis
- Leiophron xanthos
- Leiophron xanthostigma
- Leiophron yankovskii
- Leiophron yichunensis
- Leiophron zingiberis